# Maksym Dehtjar'ov
Maksym Serhijovyč Dehtjar'ov (in ucraino Максим Сергійович Дегтярьов?; Holubivka, 30 maggio 1993) è un calciatore ucraino, attaccante svincolato.

## Statistiche
Statistiche aggiornate al 5 novembre 2023.

### Presenze e reti nei club
| Stagione        | Squadra         | Campionato      | Campionato | Campionato | Coppe nazionali | Coppe nazionali | Coppe nazionali | Coppe continentali | Coppe continentali | Coppe continentali | Altre coppe | Altre coppe | Altre coppe | Totale | Totale | Totale |
| Stagione        | Squadra         | Comp            | Pres       | Reti       | Comp            | Pres            | Reti            | Comp               | Pres               | Reti               | Comp        | Pres        | Reti        | Pres   | Reti   |        |
| --------------- | --------------- | --------------- | ---------- | ---------- | --------------- | --------------- | --------------- | ------------------ | ------------------ | ------------------ | ----------- | ----------- | ----------- | ------ | ------ | ------ |
| 2019-2020       | Desna Černihiv  | PL              | 15         | 2          | CU              | 0               | 0               |                    | -                  | -                  |             | -           | -           | 15     | 2      |        |
| 2020-2021       | Desna Černihiv  | PL              | 19         | 2          | CU              | 2               | 2               | UEL                | 0                  | 0                  |             | -           | -           | 21     | 4      |        |
| 2021-2022       | Desna Černihiv  | PL              | 11         | 1          | CU              | 1               | 0               |                    | -                  | -                  |             | -           | -           | 12     | 2      |        |
| Totale carriera | Totale carriera | Totale carriera | 45         | 5          |                 | 3               | 2               |                    | 0                  | 0                  |             | -           | -           | 48     | 8      |        |